# Carl Mörner (1864–1940)
Carl Thore Mörner af Morlanda, född den 24 augusti 1864 på Österby i Sånga socken inom Stockholms län, död den 7 september 1940, var en svensk greve, läkare och kemist.

## Biografi
Mörner blev student vid Uppsala universitet 1882, medicine kandidat 1888, medicine licentiat 1891 samt medicine doktor 1892, allt vid Uppsala universitet. Han utnämndes 1892 till docent i medicinsk kemi, 1894 till e.o. och var 1909-29 ordinarie professor i medicinsk och fysiologisk kemi vid Uppsala universitet. År 1908 blev Mörner ledamot av Vetenskapssocieteten i Uppsala och 1913 av Vetenskapsakademien.
Mörner var även ledamot av giftstadgekommissionen 1902, av apoteksvarulagstiftningskommissionen 1904, samt 1910 och från 1912 förordnad att förrätta apoteksinspektioner.
Mörner författade Undersökning af proteinämnena i ögats ljusbrytande medier (gradualavhandling, 1892), Om de ätliga svamparnas näringsvärde (1886), Studier öfver trakealbroskets kemi (1888), Percaglobulin, ein charakteristisches eiweisskörper aus dem ovarium des barsches (1904), Die organische grundsubstanz des anthozoenskeletts (1907, 1908) med flera, av vilka de flesta i original eller översättning ingick i "Zeitschrift für physiologische chemie". Han utförde även ett stort antal värdefulla undersökningar om hemliga läkemedel.